# Yangxi

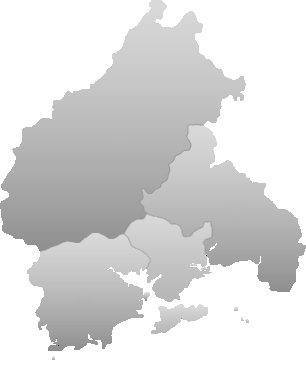
Lage des Kreises Yangxi im Gebiet der bezirksfreien Stadt Yangjiang

Der Kreis Yangxi (chinesisch 阳西县, Pinyin Yángxī Xiàn) ist ein Kreis in der südchinesischen Provinz Guangdong. Er gehört zum Verwaltungsgebiet der bezirksfreien Stadt Yangjiang. Yangxi hat eine Fläche von 1.435 km² und zählt 434.076 Einwohner (Stand: Zensus 2020). Sein Hauptort ist die Großgemeinde Zhigong (织篢镇).

## Administrative Gliederung
Auf Gemeindeebene setzt sich der Kreis aus acht Großgemeinden zusammen. 